# باتريك ويلسون (أمين مكتبة)
باتريك ويلسون (بالإنجليزية: Patrick Wilson)‏ هو أمين مكتبة أمريكي، ولد في 1927، وتوفي في 2003.